# Sự nghiệp điện ảnh của Steven Spielberg

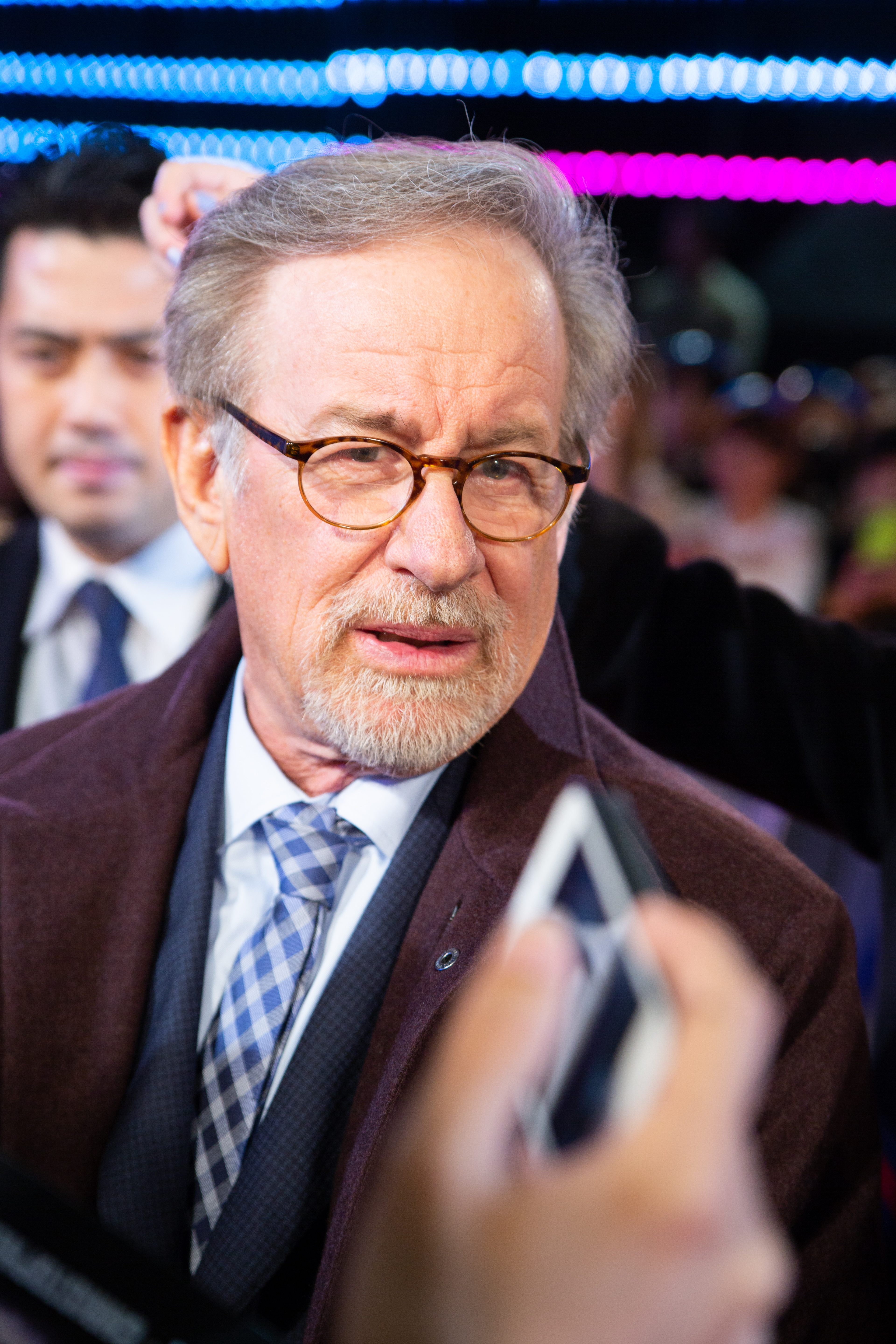
Spielberg trong buổi ra mắt Ready Player One: Đấu trường ảo năm 2018 tại Nhật Bản

Steven Spielberg là một nam đạo diễn, nhà sản xuất điện ảnh kiêm nhà biên kịch người Mỹ gốc Do Thái, người đã bắt đầu đến với điện ảnh ngay từ thời niên thiếu. Ông gây đột phá khi chỉ đạo Hàm cá mập (1975), phỏng theo cuốn tiểu thuyết cùng tên của nhà văn Peter Benchley. Tác phẩm là một thành công lớn về mặt thương mại khi thu về hơn 470 triệu USD trên toàn thế giới, qua đó trở thành bộ phim ăn khách nhất mọi thời đại (trước khi bị soán ngôi bởi Chiến tranh giữa các vì sao 4: Niềm hi vọng mới) đồng thời còn giúp Spielberg nhận được đề cử giải Oscar đầu tiên cho Phim hay nhất và khai sinh ra khái niệm bom tấn mùa hè. Tiếp theo, ông cho ra mắt hai tác phẩm khoa học viễn tưởng được đánh giá cao là Close Encounters of the Third Kind cùng với E.T. Sinh vật ngoài hành tinh. Năm 1981, nhà làm phim hợp tác với người bạn George Lucas để thực hiện phần đầu tiên trong thương hiệu giả tưởng Indiana Jones, Indiana Jones và chiếc rương thánh tích.
Vào đầu thập niên 1980, Steven Spielberg đảm nhiệm khâu sản xuất cho một số bộ phim, trong đó có Poltergeist, Twillight Zone, The Goonies hay các sê-ri hoạt hình The Tiny Toon Adventure, Animaniacs. Năm 1985, ông bắt đầu lấn sang dòng phim nghệ thuật với tác phẩm bi kịch The Color Purple, đã nhận được những lời ngợi khen và gặt hái hai đề cử giải Quả cầu vàng cho Phim chính kịch hay nhất cùng Đạo diễn xuất sắc nhất. 6 năm sau, ông chỉ đạo Hook, tập trung vào nhân vật Peter Pan ở độ tuổi trung niên. Tuy không được giới phê bình đánh giá tích cực nhưng phim vẫn chiếm được cảm tình từ phía khán giả. Năm 1993 được xem là bước tiến lớn trong sự nghiệp của vị đạo diễn khi cho ra đời hai tác phẩm rất thành công là Công viên kỷ Jura - bộ phim có doanh thu cao nhất trong sự nghiệp Spileberg và là tác phẩm thứ ba của ông đứng đầu danh sách phim điện ảnh đắt khách nhất mọi thời đại - cùng Bản danh sách của Schindler, đã giành được giải Oscar cho Phim hay nhất cũng như giải Oscar cho Đạo diễn xuất sắc nhất. Vào năm 1998, Spieberg tiếp tục mang về tượng vàng ở hạng mục này nhờ màn chỉ đạo tác phẩm chiến tranh Giải cứu binh nhì Ryan, mặc dù việc bộ phim để thua giải Phim hay nhất trước đối thủ Shakespeare đang yêu đã làm dấy lên một làn sóng tranh cãi. Trong thời gian này, ông cùng với đối tác Jeffrey Katzenberg và David Geffen thành lập xưởng phim DreamWorks.
Trong những năm đầu thập niên 2000, nhà làm phim bắt tay với cộng tác viên Tom Hanks để sản xuất miniseries Band of Brothers, đồng thời còn thực hiện các tác phẩm thương mại mang âm hưởng nghệ thuật. Năm 2005, tạp chí  Empire xếp Steven Spielberg đứng đầu danh sách các đạo diễn vĩ đại, ngoài ra ông cũng là nhà làm phim có thu nhập cao nhất năm. Ngay sau đó, Spielberg chỉ đạo bộ phim được xem là tranh cãi bật nhất trong sự nghiệp của mình, Munich. Vào khoảng thời gian tiếp theo, ông hợp tác với nhiều nhân vật truyền thông để sản xuất cho phim của họ. Đan xen với công việc sản xuất và chỉ đạo điện ảnh, Steven Spielberg còn là nhà phát triển trò chơi điện tử và đóng vai khách mời/lồng tiếng trong một vài tác phẩm, điển hình như Paul (2011), bộ phim giễu nhại lại những tác phẩm khoa học viễn tưởng của ông. Cùng năm này, vị đạo diễn tung ra bộ phim hoạt hình đầu tay Những cuộc phiêu lưu của Tintin, là thành phẩm hợp tác với Peter Jackson, dựa trên bộ truyện tranh cùng tên của Hergé. Năm 2016, Chuyện chưa kể ở xứ sở khổng lồ của nhà làm phim được phát hành, và nhanh chóng trở thành quả bom xịt phòng vé. Để khẳng định lại vị thế của mình tại Hollywood, Steven Spielberg cho ra mắt Ready Player One: Đấu trường ảo, đã gặt hái thành công vang dội và góp phần nâng tổng danh thu các phim của ông lên con số 10 tỉ USD, qua đó trở thành đạo diễn đầu tiên làm được điều này, Đồng thời cũng là đạo diễn ăn khách nhất mọi thời đại (tính đến năm 2020).

## Danh sách phim

### Đạo diễn và biên kịch

#### Phim điện ảnh
| Năm  | Phim                                          | Vai trò  | Vai trò  | Vai trò             | Ghi chú                                                                    | Chú thích |
| Năm  | Phim                                          | Đạo điễn | Sản xuất | Biên kịch           | Ghi chú                                                                    | Chú thích |
| ---- | --------------------------------------------- | -------- | -------- | ------------------- | -------------------------------------------------------------------------- | --------- |
| 1964 | Firelight                                     | Có       | Không    | Có                  | Phim nghiệp dư; cũng đóng vai trò là nhà dựng phim, quay phim và soạn nhạc |           |
| 1971 | Duel                                          | Có       | Không    | Không               |                                                                            | [ 35 ]    |
| 1973 | Ace Eli and Rodger of the Skies               | Không    | Không    | Một phần cốt truyện | Đạo diễn bởi John Erman                                                    | [ 36 ]    |
| 1974 | The Sugarland Express                         | Có       | Không    | Một phần cốt truyện |                                                                            |           |
| 1975 | Hàm cá mập                                    | Có       | Không    | Không               |                                                                            | [ 37 ]    |
| 1977 | Close Encounters of the Third Kind            | Có       | Không    | Có                  |                                                                            | [ 38 ]    |
| 1979 | 1941                                          | Có       | Không    | Không               |                                                                            | [ 39 ]    |
| 1981 | Indiana Jones và chiếc rương thánh tích       | Có       | Không    | Không               |                                                                            | [ 40 ]    |
| 1982 | E.T. the Extra-Terrestrial                    | Có       | Có       | Không               |                                                                            | [ 41 ]    |
| 1982 | Poltergeist                                   | Không    | Có       | Có                  | Đạo diễn bởi Tobe Hooper                                                   | [ 42 ]    |
| 1983 | Twilight Zone: The Movie                      | Có       | Có       | Không               | Phân đoạn: "Kick the Can"                                                  | [ 43 ]    |
| 1984 | Indiana Jones và Ngôi đền tàn khốc            | Có       | Không    | Không               |                                                                            | [ 44 ]    |
| 1985 | The Color Purple                              | Có       | Có       | Không               |                                                                            | [ 45 ]    |
| 1985 | The Goonies                                   | Không    | Giám đốc | Một phần cốt truyện | Đạo diễn bởi Richard Donner; Đạo diễn đơn vị số 2 (không được ghi danh)    |           |
| 1987 | Đế chế mặt trời                               | Có       | Có       | Không               |                                                                            | [ 46 ]    |
| 1989 | Always                                        | Có       | Có       | Không               |                                                                            | [ 47 ]    |
| 1989 | Indiana Jones và Cuộc thập tự chinh cuối cùng | Có       | Không    | Không               |                                                                            | [ 48 ]    |
| 1991 | Hook                                          | Có       | Không    | Không               |                                                                            | [ 49 ]    |
| 1993 | Công viên kỷ Jura                             | Có       | Không    | Không               |                                                                            | [ 50 ]    |
| 1993 | Bản danh sách của Schindler                   | Có       | Có       | Không               |                                                                            | [ 51 ]    |
| 1997 | Thế giới bị mất: Công viên kỷ Jura            | Có       | Không    | Không               |                                                                            | [ 52 ]    |
| 1997 | Amistad                                       | Có       | Có       | Không               |                                                                            | [ 53 ]    |
| 1998 | Giải cứu binh nhì Ryan                        | Có       | Có       | Không               |                                                                            | [ 54 ]    |
| 2001 | A.I. Artificial Intelligence                  | Có       | Có       | Có                  |                                                                            | [ 55 ]    |
| 2002 | Minority Report                               | Có       | Không    | Không               |                                                                            | [ 56 ]    |
| 2002 | Hãy bắt tôi nếu có thể                        | Có       | Có       | Không               |                                                                            | [ 57 ]    |
| 2004 | The Terminal                                  | Có       | Có       | Không               |                                                                            | [ 58 ]    |
| 2005 | Đại chiến thế giới                            | Có       | Không    | Không               |                                                                            | [ 59 ]    |
| 2005 | Munich                                        | Có       | Có       | Không               |                                                                            | [ 60 ]    |
| 2008 | Indiana Jones và vương quốc sọ người          | Có       | Không    | Không               |                                                                            | [ 61 ]    |
| 2011 | Những cuộc phiêu lưu của Tintin               | Có       | Có       | Không               |                                                                            | [ 62 ]    |
| 2011 | Chiến mã                                      | Có       | Có       | Không               |                                                                            | [ 63 ]    |
| 2012 | Lincoln                                       | Có       | Có       | Không               |                                                                            | [ 64 ]    |
| 2015 | Người đàm phán                                | Có       | Có       | Không               |                                                                            | [ 65 ]    |
| 2016 | Chuyện chưa kể ở xứ sở khổng lồ               | Có       | Có       | Không               |                                                                            | [ 66 ]    |
| 2017 | The Post                                      | Có       | Có       | Không               |                                                                            | [ 67 ]    |
| 2018 | Ready Player One: Đấu trường ảo               | Có       | Có       | Không               |                                                                            | [ 68 ]    |
| 2021 | Câu chuyện phía Tây                           | Có       | Có       | Không               |                                                                            | [ 69 ]    |
| 2022 | The Fabelmans: Tuổi trẻ huy hoàng             | Có       | Có       | Có                  |                                                                            | [ 70 ]    |

#### Phim ngắn
| Năm  | Phim              | Vai trò  | Vai trò  | Vai trò   | Ghi chú         | Chú thích |
| Năm  | Phim              | Đạo diễn | Sản xuất | Biên kịch | Ghi chú         | Chú thích |
| ---- | ----------------- | -------- | -------- | --------- | --------------- | --------- |
| 1959 | The Last Gun      | Có       | Có       | Không     |                 |           |
| 1961 | Fighter Squad     | Có       | Có       | Có        |                 |           |
| 1961 | Escape to Nowhere | Có       | Có       | Có        |                 |           |
| 1967 | Slipstream        | Có       | Có       | Không     | Chưa hoàn thành |           |
| 1968 | Amblin'           | Có       | Không    | Có        |                 |           |

### Vai trò sản xuất

#### Nhà sản xuất
| Năm  | Phim                               | Đạo diễn                   | Ghi chú   | Chú thích |
| ---- | ---------------------------------- | -------------------------- | --------- | --------- |
| 1991 | An American Tail: Fievel Goes West | Phil Nibbelink Simon Wells |           |           |
| 2005 | Hồi ức của một Geisha              | Rob Marshall               |           |           |
| 2006 | Flags of Our Fathers               | Clint Eastwood             |           |           |
| 2006 | Letters from Iwo Jima              | Clint Eastwood             |           |           |
| 2011 | Super 8                            | J. J. Abrams               |           |           |
| 2014 | The Hundred-Foot Journey           | Lasse Hallström            |           |           |
| 2015 | Auschwitz                          | James Moll                 | Phim ngắn | [ 71 ]    |
| 2023 | The Color Purple                   | Blitz Bazawule             |           |           |
| 2023 | Maestro                            | Bradley Cooper             |           |           |

#### Chỉ đạo sản xuất
| Năm  | Phim                                                                | Đạo diễn                                                                                      | Ghi chú                                          | Chú thích |
| ---- | ------------------------------------------------------------------- | --------------------------------------------------------------------------------------------- | ------------------------------------------------ | --------- |
| 1978 | I Wanna Hold Your Hand                                              | Robert Zemeckis                                                                               |                                                  |           |
| 1980 | Used Cars                                                           | Robert Zemeckis                                                                               |                                                  |           |
| 1981 | Continental Divide                                                  | Michael Apted                                                                                 |                                                  |           |
| 1984 | Gremlins                                                            | Joe Dante                                                                                     |                                                  |           |
| 1985 | Back to the Future                                                  | Robert Zemeckis                                                                               |                                                  |           |
| 1985 | Young Sherlock Holmes                                               | Barry Levinson                                                                                |                                                  |           |
| 1986 | An American Tail                                                    | Don Bluth                                                                                     |                                                  |           |
| 1986 | The Money Pit                                                       | Richard Benjamin                                                                              |                                                  |           |
| 1987 | Batteries Not Included                                              | Matthew Robbins                                                                               |                                                  |           |
| 1987 | Innerspace                                                          | Joe Dante                                                                                     |                                                  |           |
| 1988 | Who Framed Roger Rabbit                                             | Robert Zemeckis                                                                               |                                                  |           |
| 1988 | The Land Before Time                                                | Don Bluth                                                                                     |                                                  |           |
| 1989 | Back to the Future Part II                                          | Robert Zemeckis                                                                               |                                                  |           |
| 1989 | Tummy Trouble                                                       | Rob Minkoff Frank Marshall                                                                    | Phim ngắn                                        |           |
| 1989 | Dad                                                                 | Gary David Goldberg                                                                           |                                                  |           |
| 1990 | Arachnophobia                                                       | Frank Marshall                                                                                |                                                  |           |
| 1990 | Dreams                                                              | Akira Kurosawa                                                                                |                                                  |           |
| 1990 | Back to the Future Part III                                         | Robert Zemeckis                                                                               |                                                  |           |
| 1990 | Roller Coaster Rabbit                                               | Rob Minkoff Frank Marshall                                                                    | Phim ngắn                                        |           |
| 1990 | Gremlins 2: The New Batch                                           | Joe Dante                                                                                     |                                                  |           |
| 1990 | Joe Versus the Volcano                                              | John Patrick Shanley                                                                          |                                                  |           |
| 1992 | Tiny Toon Adventures: How I Spent My Vacation                       | Rich Arons Ken Boyer Kent Butterworth Barry Caldwell Alfred Gimeno Art Leonardi Byron Vaughns | Phim được phát hành trực tiếp dưới dạng băng đĩa |           |
| 1993 | Trail Mix-Up                                                        | Barry Cook                                                                                    | Phim ngắn                                        |           |
| 1993 | We're Back! A Dinosaur's Story                                      | Dick Zondag Ralph Zondag Phil Nibbelink Simon Wells                                           |                                                  |           |
| 1994 | The Flintstones                                                     | Brian Levant                                                                                  | Vai "Steven Spielrock"                           |           |
| 1995 | Casper                                                              | Brad Silberling                                                                               |                                                  |           |
| 1995 | Balto                                                               | Simon Wells                                                                                   |                                                  |           |
| 1996 | Twister                                                             | Jan de Bont                                                                                   |                                                  |           |
| 1997 | Men in Black                                                        | Barry Sonnenfeld                                                                              |                                                  |           |
| 1998 | The Last Days                                                       | James Moll                                                                                    | Phim tài liệu                                    |           |
| 1998 | The Mask of Zorro                                                   | Martin Campbell                                                                               |                                                  |           |
| 1998 | Deep Impact                                                         | Mimi Leder                                                                                    |                                                  |           |
| 1999 | Wakko's Wish                                                        | Liz Holzman Rusty Mills Tom Ruegger                                                           |                                                  |           |
| 2000 | A Holocaust szemei                                                  | János Szász                                                                                   | Phim tài liệu                                    |           |
| 2001 | Công viên kỷ Jura III                                               | Joe Johnston                                                                                  |                                                  |           |
| 2002 | Men in Black II                                                     | Barry Sonnenfeld                                                                              |                                                  |           |
| 2005 | The Legend of Zorro                                                 | Martin Campbell                                                                               |                                                  |           |
| 2006 | Monster House                                                       | Gil Kenan                                                                                     |                                                  |           |
| 2006 | Spell Your Name                                                     | Sergey Bukovsky                                                                               | Phim tài liệu                                    | [ 72 ]    |
| 2007 | Robot đại chiến                                                     | Michael Bay                                                                                   |                                                  |           |
| 2008 | Eagle Eye                                                           | D. J. Caruso                                                                                  |                                                  |           |
| 2009 | Transformers: Bại binh phục hận                                     | Michael Bay                                                                                   |                                                  |           |
| 2009 | The Lovely Bones                                                    | Peter Jackson                                                                                 |                                                  |           |
| 2010 | Hereafter                                                           | Clint Eastwood                                                                                |                                                  |           |
| 2010 | True Grit                                                           | Coen Brothers                                                                                 |                                                  |           |
| 2011 | Transformers: Dark of the Moon                                      | Michael Bay                                                                                   |                                                  |           |
| 2011 | Cowboys & Aliens                                                    | Jon Favreau                                                                                   |                                                  |           |
| 2011 | Real Steel                                                          | Shawn Levy                                                                                    |                                                  |           |
| 2012 | Men in Black 3                                                      | Barry Sonnenfeld                                                                              |                                                  |           |
| 2013 | Don't Say No Until I Finish Talking: The Story of Richard D. Zanuck | Laurent Bouzereau                                                                             | Phim tài liệu                                    | [ 73 ]    |
| 2014 | Transformers: Kỷ nguyên hủy diệt                                    | Michael Bay                                                                                   |                                                  |           |
| 2015 | Thế giới khủng long                                                 | Colin Trevorrow                                                                               |                                                  |           |
| 2016 | Finding Oscar                                                       | Ryan Suffern                                                                                  | Phim tài liệu                                    | [ 74 ]    |
| 2017 | Transformers: The Last Knight                                       | Michael Bay                                                                                   |                                                  | [ 75 ]    |
| 2018 | Thế giới khủng long: Vương quốc sụp đổ                              | J.A. Bayona                                                                                   |                                                  |           |
| 2018 | First Man                                                           | Damien Chazelle                                                                               |                                                  |           |
| 2018 | Bumblebee                                                           | Travis Knight                                                                                 |                                                  |           |
| 2019 | Đặc vụ áo đen: Sứ mệnh toàn cầu                                     | F. Gary Gray                                                                                  |                                                  | [ 76 ]    |
| 2019 | Cats                                                                | Tom Hooper                                                                                    |                                                  | [ 77 ]    |
| 2020 | The Turning                                                         | Floria Sigismondi                                                                             |                                                  | [ 78 ]    |
| 2022 | Indiana Jones và vòng quay định mệnh                                | James Mangold                                                                                 |                                                  |           |

### Khách mời
| Năm  | Phim                               | Vai diễn                              | Chú thích |
| ---- | ---------------------------------- | ------------------------------------- | --------- |
| 1975 | Hàm cá mập                         | Nhân viên Amity Point (lồng tiếng)    |           |
| 1980 | The Blues Brothers                 | Nhân viên thu thuế                    |           |
| 1984 | Indiana Jones và Ngôi đền tàn khốc | Khách du lịch ở sân bay               |           |
| 1984 | Gremlins                           | Người đàn ông ngồi xe lăn             |           |
| 1990 | Gremlins 2: The New Batch          | Người đàn ông lái scooter             |           |
| 1997 | Thế giới bị mất: Công viên kỷ Jura | Người đàn ông đang ăn bỏng ngô        |           |
| 1997 | Men in Black                       | Người ngoài hành tinh trên TV Monitor |           |
| 2001 | Vanilla Sky                        | Người khách tại bữa tiệc              |           |
| 2002 | Austin Powers in Goldmember        | Chính ông                             |           |
| 2011 | Paul                               | Chính ông (lồng tiếng)                |           |

### Xuất hiện trong phim tài liệu
| Năm  | Phim                                                     | Chú thích |
| ---- | -------------------------------------------------------- | --------- |
| 1982 | Room 666                                                 |           |
| 2000 | Chuck Jones: Extremes & Inbetweens – A Life in Animation |           |
| 2001 | Stanley Kubrick: A Life in Pictures                      |           |
| 2004 | Double Dare                                              |           |
| 2004 | The Cutting Edge: The Magic of Movie Editing             |           |
| 2005 | Directed by John Ford                                    |           |
| 2006 | The Shark Is Still Working                               |           |
| 2010 | Hollywood Don't Surf!                                    |           |
| 2017 | Spielberg                                                |           |

### Một số vai trò không được ghi danh khác
| Năm  | Phim                                                             | Vai trò                     | Ghi chú |
| ---- | ---------------------------------------------------------------- | --------------------------- | ------- |
| 1985 | Fandango                                                         | Giám đốc sản xuất           | [ 79 ]  |
| 1987 | Harry and the Hendersons                                         | Giám đốc sản xuất           |         |
| 1987 | Three O'Clock High                                               | Giám đốc sản xuất           |         |
| 1991 | A Brief History of Time                                          | Giám đốc sản xuất           |         |
| 1991 | Cape Fear                                                        | Giám đốc sản xuất           |         |
| 1994 | The Little Rascals                                               | Giám đốc sản xuất           | [ 79 ]  |
| 1998 | Small Soldiers                                                   | Giám đốc sản xuất           | [ 80 ]  |
| 1998 | The Prince of Egypt                                              | Giám đốc sản xuất           | [ 79 ]  |
| 1999 | The Haunting                                                     | Giám đốc sản xuất           |         |
| 2001 | Shrek                                                            | Giám đốc sản xuất           | [ 79 ]  |
| 2001 | Evolution                                                        | Giám đốc sản xuất           | [ 79 ]  |
| 2002 | Road to Perdition                                                | Giám đốc sản xuất           | [ 79 ]  |
| 2005 | Chiến tranh giữa các vì sao: Tập III – Sự báo thù của người Sith | Đạo diễn đơn vị số 2        | [ 81 ]  |
| 2005 | Just Like Heaven                                                 | Giám đốc sản xuất           | [ 79 ]  |
| 2007 | Disturbia                                                        | Giám đốc sản xuất           | [ 79 ]  |
| 2010 | Bí kíp luyện rồng                                                | Giám đốc sản xuất           | [ 82 ]  |
| 2013 | Sói già phố Wall                                                 | Đồng đạo diễn một cảnh quay | [ 83 ]  |
| 2016 | All the Way                                                      | Giám đốc sản xuất           | [ 84 ]  |
| 2014 | Need for Speed                                                   | Giám đốc sản xuất           | [ 79 ]  |
| 2018 | The House with a Clock in Its Walls                              | Giám đốc sản xuất           |         |
| 2019 | Bí kíp luyện rồng: Vùng đất bí ẩn                                | Giám đốc sản xuất           | [ 85 ]  |

## Chương trình truyền hình

### Đạo diễn
| Năm        | Tựa đề                          | Ghi chú | Chú thích |
| ---------- | ------------------------------- | --- | --------- |
| 1969, 1971 | Night Gallery                   | Tập 4 A "Make Me Laugh" |           |
| 1970       | Marcus Welby, M.D.              | Tập 1–27 "The Daredevil Gesture" |           |
| 1971       | The Name of the Game            | Tập 3–16 "L.A. 2017" |           |
| 1971       | The Psychiatrist                | Ep. 1–2 "The Private World of Martin Dalton" and Ep. 1–6 "Par for the Course"                                                                                       |           |
| 1971       | Columbo                         | Tập 1–1 "Murder by the Book" |           |
| 1971       | Duel                            | Phim truyền hình |           |
| 1971       | Owen Marshall: Counselor at Law | Tập 1–3 "Eulogy for a Wide Receiver" |           |
| 1972       | Something Evil                  | Phim truyền hình |           |
| 1973       | Savage                          | Phim truyền hình; cũng là nhà dựng phim |           |
| 1984       | Strokes of Genius               | Chương trình TV (phân khúc giới thiệu do Dustin Hoffman chủ trì) |           |
| 1985–1987  | Amazing Stories                 | Tập 1–1 "Ghost Train" và tập 1–5 "The Mission" (một phần của Amazing Stories: Book One) Đồng thời cũng là nhà phát triển, biên kịch một số tập và giám đốc sản xuất |           |

### Giám đốc sản xuất
| Năm       | Tựa đề                                  | Ghi chú                                            | Chú thích |
| --------- | --------------------------------------- | -------------------------------------------------- | --------- |
| 1990–1992 | Tiny Toon Adventures                    | Cũng lồng tiếng cho Thỏ trắng và chính ông (2 tập) |           |
| 1991      | A Wish for Wings That Work              |                                                    |           |
| 1992      | The Water Engine                        |                                                    |           |
| 1992      | The Plucky Duck Show                    |                                                    |           |
| 1993–1995 | SeaQuest DSV                            |                                                    |           |
| 1993      | Family Dog                              |                                                    |           |
| 1993–1998 | Animaniacs                              |                                                    |           |
| 1993      | Class of '61                            |                                                    |           |
| 1994      | Tiny Toon Adventures: Spring Break      |                                                    |           |
| 1995–1998 | Pinky and the Brain                     |                                                    |           |
| 1995      | Tiny Toon Adventures: Night Ghoulery    |                                                    |           |
| 1995–1997 | Freakazoid!                             |                                                    |           |
| 1996–1997 | High Incident                           | Đồng sáng tạo                                      |           |
| 1996      | Survivors of the Holocaust              | Thủ vai chính mình                                 | [ 86 ]    |
| 1998      | Toonsylvania                            |                                                    |           |
| 1998–1999 | Pinky, Elmyra & the Brain               |                                                    |           |
| 2000      | Shooting War                            | Phim tài liệu                                      |           |
| 2001      | Price for Peace                         |                                                    |           |
| 2001      | We Stand Alone Together                 |                                                    |           |
| 2001      | Band of Brothers                        |                                                    |           |
| 2001      | Semper Fi                               |                                                    |           |
| 2002      | Taken                                   |                                                    |           |
| 2003      | Burma Bridge Busters                    |                                                    |           |
| 2004      | Voices from the List                    |                                                    |           |
| 2005      | Into the West                           |                                                    |           |
| 2005      | Dan Finnerty & the Dan Band: I Am Woman |                                                    |           |
| 2009–2011 | United States of Tara                   |                                                    |           |
| 2010      | The Pacific                             |                                                    |           |
| 2011–2015 | Falling Skies                           |                                                    |           |
| 2011      | Terra Nova                              |                                                    |           |
| 2011      | Locke & Key                             |                                                    |           |
| 2012–2013 | Smash                                   |                                                    |           |
| 2012      | The River                               |                                                    |           |
| 2013–2015 | Under the Dome                          |                                                    |           |
| 2014–2015 | Extant                                  |                                                    |           |
| 2014–2015 | Red Band Society                        |                                                    |           |
| 2015      | The Whispers                            |                                                    |           |
| 2015      | Public Morals                           |                                                    |           |
| 2015      | Minority Report                         |                                                    |           |
| 2016–2019 | Bull                                    |                                                    | [ 87 ]    |
| 2017      | Five Came Back                          |                                                    |           |
| 2019–nay  | Roswell, New Mexico                     |                                                    |           |
| 2020      | Amazing Stories                         |                                                    |           |
| 2020      | Jurassic World: Camp Cretaceous         |                                                    | [ 88 ]    |
| 2020      | Animaniacs                              |                                                    |           |

### Amazing Stories(1985-87)
| Mùa | Tập | Tên                     | Đạo diễn            | Được ghi danh với vai trò |
| --- | --- | ----------------------- | ------------------- | ------------------------- |
| 1   | 1   | "Ghost Train"           | Chính ông           | Cốt truyện                |
| 1   | 2   | "The Main Attraction"   | Matthew Robbins     | Cốt truyện                |
| 1   | 3   | "Alamo Jobe"            | Michael D. Moore    | Cốt truyện                |
| 1   | 4   | "Mummy Daddy"           | William Dear        | Cốt truyện                |
| 1   | 5   | "The Mission"           | Chính ông           | Cốt truyện                |
| 1   | 6   | "The Amazing Falsworth" | Peter Hyams         | Cốt truyện                |
| 1   | 7   | "Fine Tuning"           | Bob Balaban         | Cốt truyện                |
| 1   | 10  | "Remote Control Man"    | Bob Clark           | Cốt truyện                |
| 1   | 11  | "Santa '85"             | Phil Joanou         | Cốt truyện                |
| 1   | 12  | "Vanessa in the Garden" | Clint Eastwood      | Biên kịch                 |
| 1   | 14  | "No Day at the Beach"   | Lesli Linka Glatter | Cốt truyện                |
| 1   | 16  | "Gather Ye Acorns"      | Norman Reynolds     | Cốt truyện                |
| 1   | 18  | "Dorothy and Ben"       | Thomas Carter       | Cốt truyện                |
| 1   | 19  | "Mirror, Mirror"        | Martin Scorsese     | Cốt truyện                |
| 2   | 1   | "The Wedding Ring"      | Danny DeVito        | Cốt truyện                |
| 2   | 5   | "You Gotta Believe Me"  | Kevin Reynolds      | Cốt truyện                |
| 2   | 6   | "The Greibble"          | Joe Dante           | Cốt truyện                |
| 2   | 14  | "Blue Man Down"         | Paul Michael Glaser | Cốt truyện                |

## Trò chơi điện tử
| Năm  | Tựa đề                              | Ghi chú      | Chú thích |
| ---- | ----------------------------------- | ------------ | --------- |
| 1995 | The Dig                             | Biên kịch    |           |
| 1996 | Steven Spielberg's Director's Chair |              |           |
| 1999 | Medal of Honor                      | Nhà thiết kế |           |
| 2000 | Medal of Honor: Underground         |              |           |
| 2002 | Medal of Honor: Allied Assault      | Biên kịch    |           |
| 2008 | Boom Blox                           | Nhà thiết kế |           |
| 2009 | Boom Blox Bash Party                | Nhà thiết kế |           |
| –    | LMNO                                | Bị hủy bỏ    | [ 89 ]    |

## Video âm nhạc
| Năm  | Video                        | Vai trò  | Vai trò      | Vai trò   | Vai trò   | Chú thích |
| Năm  | Video                        | Đạo diễn | Nhà sản xuất | Biên kịch | Khác      | Chú thích |
| ---- | ---------------------------- | -------- | ------------ | --------- | --------- | --------- |
| 1985 | "The Goonies 'R' Good Enough | Không    | Có           | Không     | Diễn viên | [ 90 ]    |